# Splicing (příze)

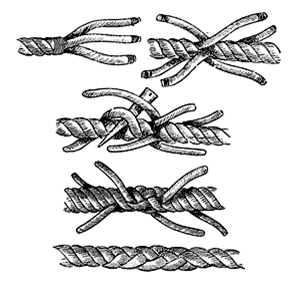
Ruční splicing textilního lana, tzv. krátký splice (podle Encyclopædia Britannica z roku 1911)

Splicing [splajsink] je technika navazování či spojování dvou konců příze nebo lana vzájemným promísením (intermigling) jednotlivých vláken z obou částí textilie. 
Příze musí mít v místě spojení dostatečnou tažnou pevnost, rozměry spoje nesmějí ztěžovat zpracování příze a ani narušovat vzhled konečného výrobku.

## Z historie vývoje a použití splicingu
Odstraňování přetrhů a spojování konců niti (např. ze dvou cívek) při ručním nebo strojovém zpracování se asi do 80. let 20. století provádělo téměř výlučně svazováním pomocí různých druhů uzlů (babský, tkalcovský, rybářský aj). Uzly mají sice dostatečnou pevnost, ale tloušťka spojů způsobuje např. při tkaní zvýšení prostojů stroje o 30–60 % a u mnoha plošných textilií uzly narušují vzhled, což se musí často pracně opravovat (nopování).
Ve druhé polovině 20. století bylo vyvinuto několik technik, s pomocí kterých se dají konce nití spojovat výhodnějším způsobem. Patří k nim např. mechanický, elektrostatický a pneumatický splicing, omotávání, svařování aj. Z těchto možností se nejlépe osvědčil pneumatický splicing, který asi od poslední dekády 20. století patří ke standardnímu vybavení všech soukacích strojů.
Vyrábějí se také přenosné přístroje na spojování nití při tkaní, pletení, všívání. a splicing je také instalován na pojízdných robotech k automatickému odstraňování přetrhů příze na rotorových dopřádacích strojích.

## Funkce spojovacího zařízení
Konce nití se vloží do spojovací komory, kde se s pomocí vhodně usměrněného proudu stlačeného vzduchu rozkroutí na jednotlivá vlákna, vlákna obou nití se promísí a smotají dohromady. 
Tlak vzduchu obnáší 5–8 barů, spotřeba na 1 spoj = 2–3 l. Spojení je cca 2 cm dlouhé s tloušťkou o 20–30 % vyšší a pevností o 20 % nižší než běžný průměr niti. Konstrukce spojovacích komor je přizpůsobena druhu zpracovávané příze (asi v 15 variantách).
Spojovací zařízení se na soukacích strojích zpravidla instaluje v kombinaci se zařízením na elektronickou kontrolu příze jednotlivě pro každou soukanou nit. Kontrolní přístroj při zjištění chybného místa v přízi zastaví běh soukací jednotky, vystřihne vadné místo a splicer pak automaticky zajistí další běh.

## Ruční splicing
Textilní lana se prodlužují už více než  2000 let ručním splétáním s pomocí jednoduchých nástrojů. Rozlišují se dva druhy spojů:
- krátký splice s cca dvojitou tloušťkou spoje (s omezenými možnostmi použití)
- dlouhý splice s délkou spoje asi 1200 × průměr lana. Podmínky zhotovení jsou předepsány standardem Evropské unie, splicované lano se dá profesionálně používat.[9]

Ručně pletací příze pro amatérské použití se dají spojovat různými metodami splicingu lidskými prsty, evtl. s navlhčením materiálu a pod.